# Jeszenszky Nándor
Nagyjeszeni Jeszenszky Nándor (Nagyszentmiklós, 1830. augusztus 25.–Szeged, 1916. április 16.), nagyszentmiklósi ágostai hitvallású lelkész, 1848-as szabadságharc honvéd hadnagya.

## Élete
Az ősrégi és előkelő köznemesi felvidéki nagyjeszeni Jeszenszky család sarja. Apja nagyjeszeni Jeszenszky Péter (1792–1852), a nagyszentmiklósi uradalmi gazdatisztje Nákó Sándor (1785–1848) grófnak, anyja galánthai Fekete Zsuzsanna. Az apai nagyszülei nagyjeszeni Jeszenszky Péter (1764–1801), evangélikus lelkész és Kromholtz Judit voltak. Jeszenszky Nándor fivére nagyjeszeni Jeszenszky Lajos (1826–1871), hites ügyvéd, akinek a fia nagyjeszeni Jeszenszky Dezső (1864–1917) színész, igazgató.
Az 1848-as szabadságharc kitörésekor a 16 éves Jeszenszky Nándor honvéd hadnagyként szolgált. A szabadságharc leverése után lelkészi pályát választott. 1870-ben már nagyszentmiklósi ágostai hitvallású lelkész. 1907 körül vonult nyugdíjba miután közel 30 évig szolgálta Nagyszentmiklóst a lelkészi feladattal.

## Házassága és leszármazottjai
Feleségül vette a szintén ágostai hitvallású Koós Ida (Misérd, 1836. november 6.–Szeged, 1914. január 28.) kisasszonyt, akinek a szülei Koós Dávid Arnold (1804–1881), idősb vajai báró Vay Miklós koronaőr jószágfelügyelője, valamint Glatz Dorottya voltak. Jeszenszky Nándorné Koós Ida fivére: Koós Adolf (1835–1901), a gróf Nákó Sándor uradalmi tiszttartója, békei Koós Ottó (1838–1911), királyi tanácsos, budapesti zálogházi igazgató, valamint Koós Ödön (1844–1902), MÁV főfelügyelő, köz- és váltó ügyvéd. Koós Ottó, királyi tanácsos, budapesti zálogházi igazgató 1907. június 7-én magyar nemességet és a "békei" nemesi előnevet szerezte meg adományban I. Ferenc József magyar királytól. Jeszenszky Nándor és Koós Ida frigyéből született:
- dr. nagyjeszeni Jeszenszky Géza (Nagyszentmiklós, 1867. február 7. – Budapest, Józsefváros, 1927. január 13.)[13] ügyvéd, politikus, hírlapíró, báró Bánffy Dezső miniszterelnöknek az egyik legbizalmasabb embere, a Magyarország Területi Épségének Védelmi Ligájának az egyik megindítója. Felesége: burszentgyörgyi Puchly Jolán (Nagyszentmiklós, 1870. november 20.–Budapest, 1956. július 31.)[14]
- nagyjeszeni Jeszenszky Ida (Nagyszentmiklós, 1869. február 3.–Budapest, 1947. november 28.).[15] Férje: Kiss Bertalan (Debrecen, 1858. július 10.–Budapest, 1930. június 3.), királyi kúriai bíró, királyi ítélőtáblai bíró, jogász.[16]
- nagyjeszeni Jeszenszky Kornélia (Nagyszentmiklós, 1870. november 15.–Balatonszepezd, 1958. február 10.).[17] Férje: nemeskéri Kiss Endre (*Marcali, 1865. november 7.–†Lutków, 1915. május 18.), okleveles gazdász, tartalékos honvéd hadnagy.